# Cindy Bruna

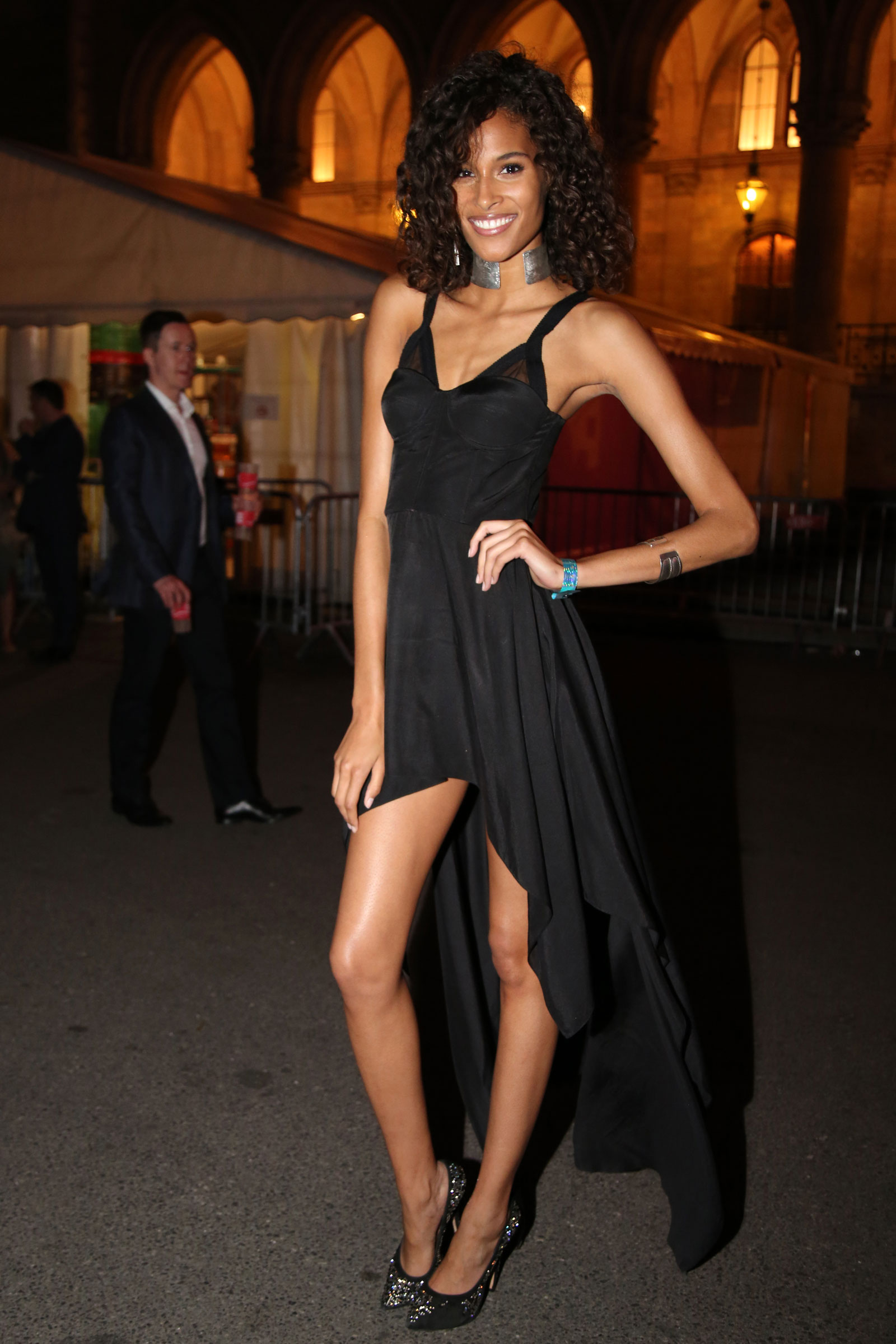
Cindy Bruna

Cindy Bruna (* 27. September 1994 in Saint-Raphaël) ist ein französisches Model.
Cindy Bruna ist Tochter eines italienischen Vaters und einer kongolesischen Mutter. Von 2013 bis 2018 wirkte sie an den Victoria’s Secret Fashion Shows mit. Als Laufstegmodel war sie in Schauen von Alexander McQueen, Donna Karan, Givenchy und Jason Wu zu sehen, sowie in Werbekampagnen von Chanel und Prada. Als Covermodel war sie auf der Vogue und Marie Claire zu sehen.

## Filmografie (Auswahl)
- 2024: Cat’s Eyes (TV-Miniserie, 8 Folgen)
- 2025: Prosper